# Xie Saike
Xie Saike, (31 augustus 1961, China) is een voormalig Chinees professioneel tafeltennisser. Xie is zijn achternaam.

## Belangrijkste resultaten
- WK
  -  Goud met het Chinese team in 1981 in Novi Sad.
  -  Goud met het Chinese team in 1983 in Tokio.
  -  Goud met het Chinese team in 1985 in Göteborg.
  -  Goud op de gemengd dubbel in 1981 in Novi Sad met Huang Junqun.
  -  Zilver in de mannendubbel in 1981 in Novi Sad met Guo Yuehua.
  -  Zilver in de mannendubbel in 1983 in Tokio met Jiang Jialiang.
  -  Brons op de gemengd dubbel in 1983 in Tokio met Huang Junqun.

- Gemeinsame Normdatei: 1154605035
- Virtual International Authority File: 5696152139994211100005